# Estadio Banorte
Estadio Banorte zwany też Estadio Carlos González – meksykański stadion piłkarski zlokalizowany w mieście Culiacán, w stanie Sinaloa. Może pomieścić 21 000 kibiców. Jest domowym stadionem zespołu Dorados de Sinaloa. Obiekt ten został wybudowany zaledwie w 3 miesiące i jest najszybciej wzniesionym stadionem piłkarskim na świecie. Pierwszego gola na Estadio Banorte zdobył Héctor Giménez. Odbywały się tam mecze kwalifikacyjne do MŚ U-20 2007, koncerty i mecze pierwszej oraz drugiej ligi.